# Bibio nigropilosus
Bibio nigropilosus är en tvåvingeart som beskrevs av Oswald Duda 1930. Bibio nigropilosus ingår i släktet Bibio och familjen hårmyggor. Inga underarter finns listade i Catalogue of Life.